# Col de Saraillé
Le col de Saraillé, s'élevant à 942 m, est un col routier des Pyrénées dans le département de l'Ariège, situé au sud de la commune de Biert, permettant de relier le Massatois (vallée de l'Arac) au Haut-Salat (vallée du Garbet).

## Accès
Dans un environnement forestier, le col se situe au sommet de la route départementale 17, reliant Massat (vallée de l'Arac) à Oust (RD 32) (vallée du Garbet). Le col est aussi emprunté depuis Biert (D118) ou Ercé (D132) par des routes qui confluent avec la D17.

## Topographie
La montée depuis Biert (vallée de l'Arac) est longue de 8,4 km avec un dénivelé de 355 m et une pente moyenne de 4,2 %.
La montée depuis Massat (vallée de l'Arac) est longue de 8,8 km avec un dénivelé de 290 m et une pente moyenne de 3,3 %.
La montée depuis Oust (vallée du Garbet) est longue de 9,2 km avec un dénivelé de 441 m et une pente moyenne de 4,8 %.
La montée depuis Ercé (vallée du Garbet) est longue de 9,4 km avec un dénivelé de 324 m et une pente moyenne de 3,45 %.

## Activités

### Cyclisme
La cyclosportive L'Ariégeoise l'emprunte en 2017 en remplacement du col d'Agnes en travaux.